# Cyclamen hederifolium
Espèce
Statut CITES
Statut de conservation UICN

 LC  : Préoccupation mineure
Cyclamen hederifolium Aiton (Syn. Cyclamen neapolitanum Ten.), le Cyclamen de Naples, est une espèce de plantes à fleurs de la famille des Primulaceae. Elle est originaire du nord du bassin méditerranéen, du sud-est de la France à la Turquie. On le rencontre aussi en Corse, en Sardaigne, en Sicile, en Crète et sur plusieurs autres îles grecques. Le cyclamen de Naples pousse dans des biotopes très variés : forêts, garrigues et rocailles, du niveau de la mer jusqu'à 1 300 m d'altitude. Cette espèce est par ailleurs naturalisée dans l'ouest de la France et en Grande-Bretagne.

## Statuts de protection, menaces
L'espèce n'est pas encore évaluée à l'échelle mondiale par l'UICN. En Europe et en France elle est classée comme non préoccupante .

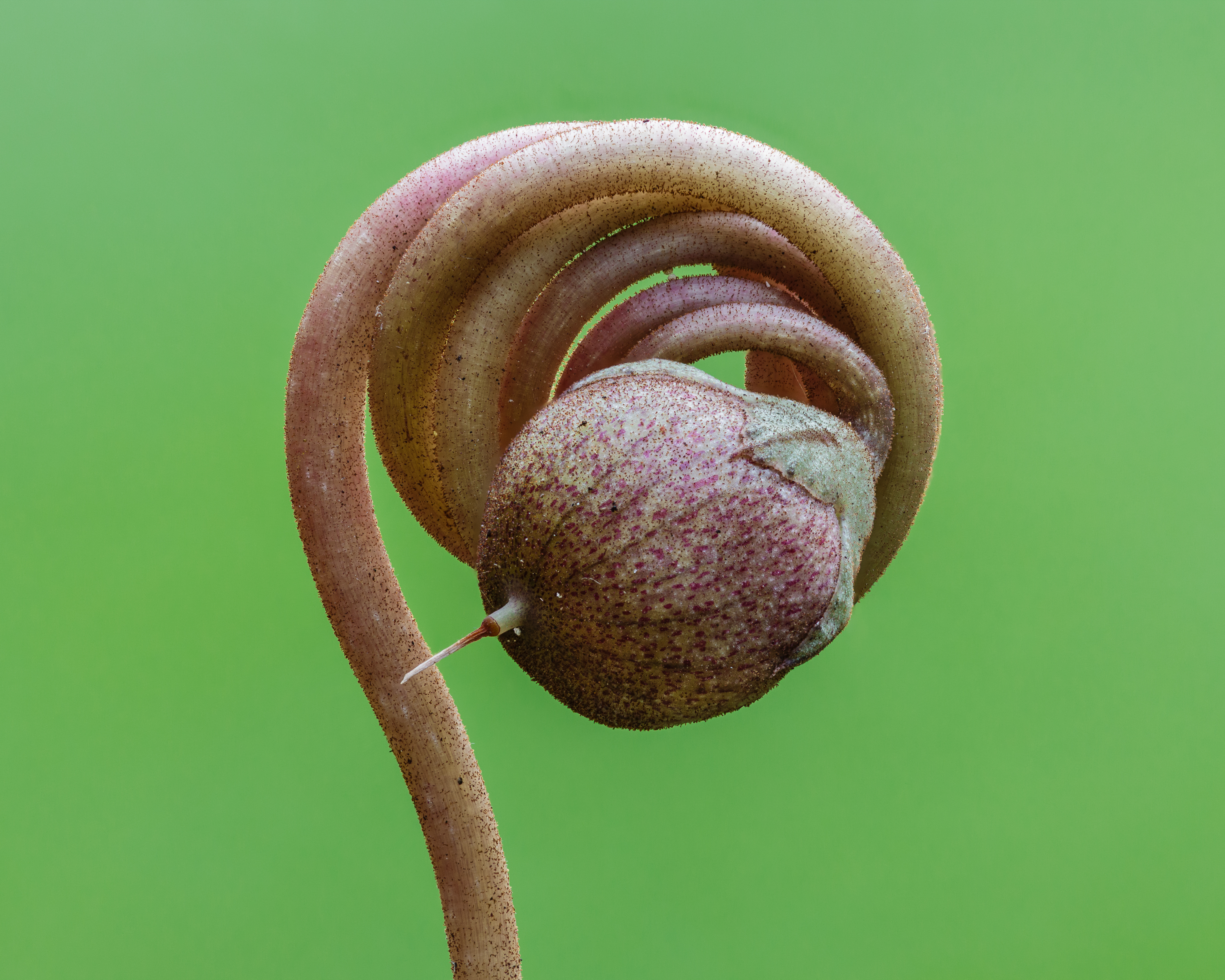
Capsule de graines sur la spirale d'un Cyclamen Hederifolium.

## Description
Le cyclamen de Naples fleurit du mois d'août aux premières gelées.
Les fleurs, généralement inodores, sont d'un rose plus ou moins profond, à gorge plus foncée. Les pétales ont à leur base une oreillette de chaque côté.
Les feuilles marbrées de blanc, qui apparaissent après les premières fleurs, ont une bordure fortement dentée ou divisée. Elles ressemblent quelque peu à celles du lierre (Hedera) et forment un tapis très décoratif de l'arrière-saison au milieu du printemps.

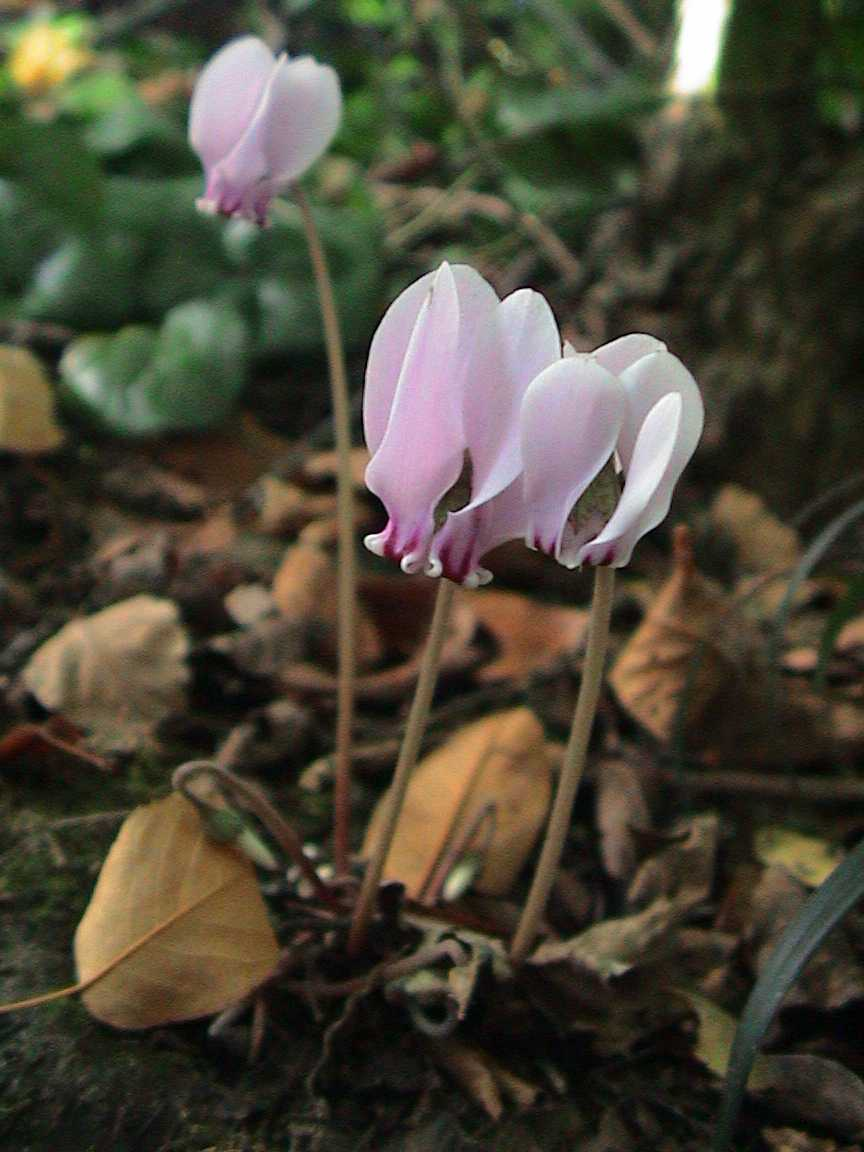
Cyclamen hederifolium en début de floraison.
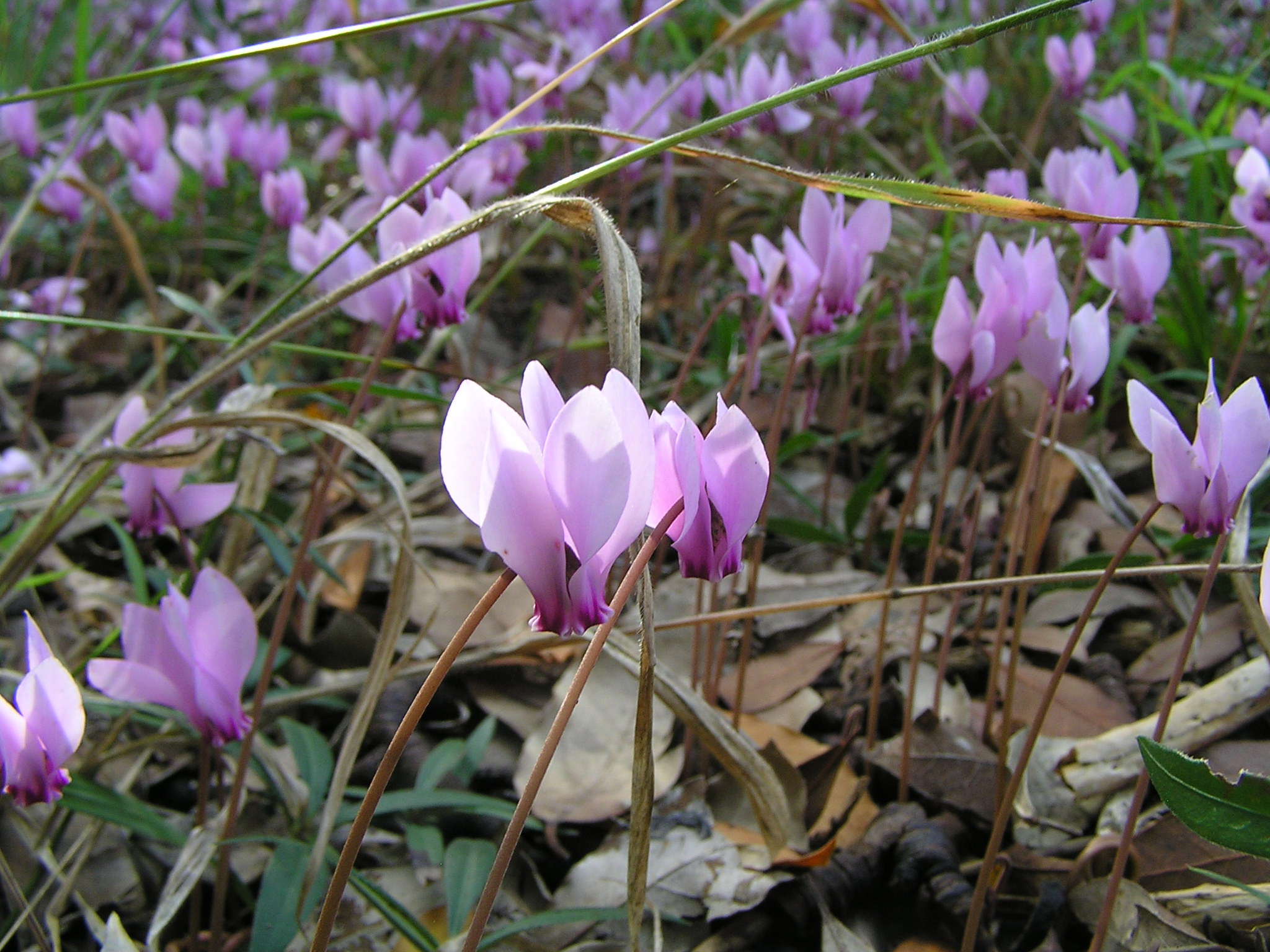
Groupe de Cyclamen hederifolium.
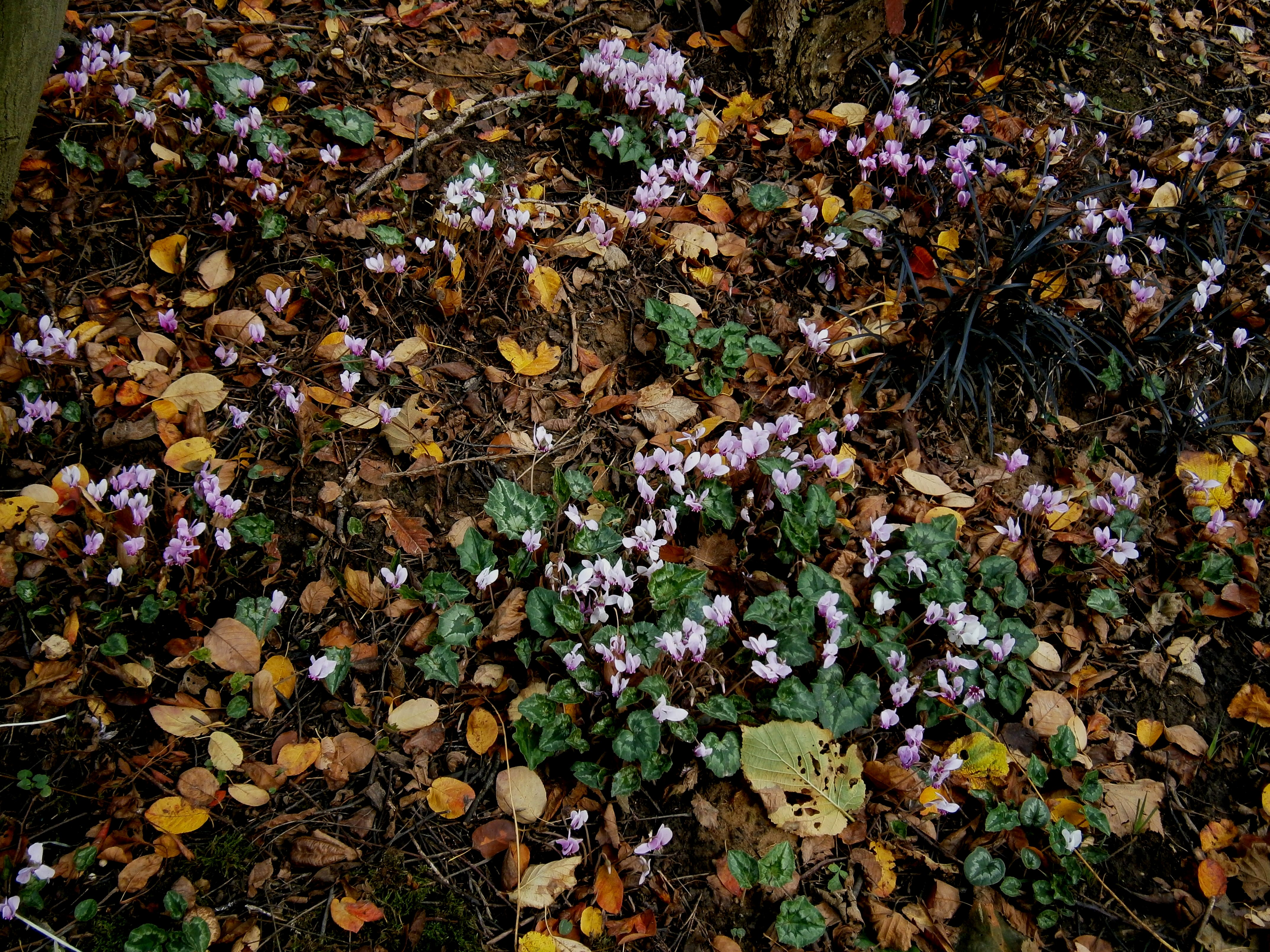
Cyclamen hederifolium en sous-bois dans le centre de la Belgique.
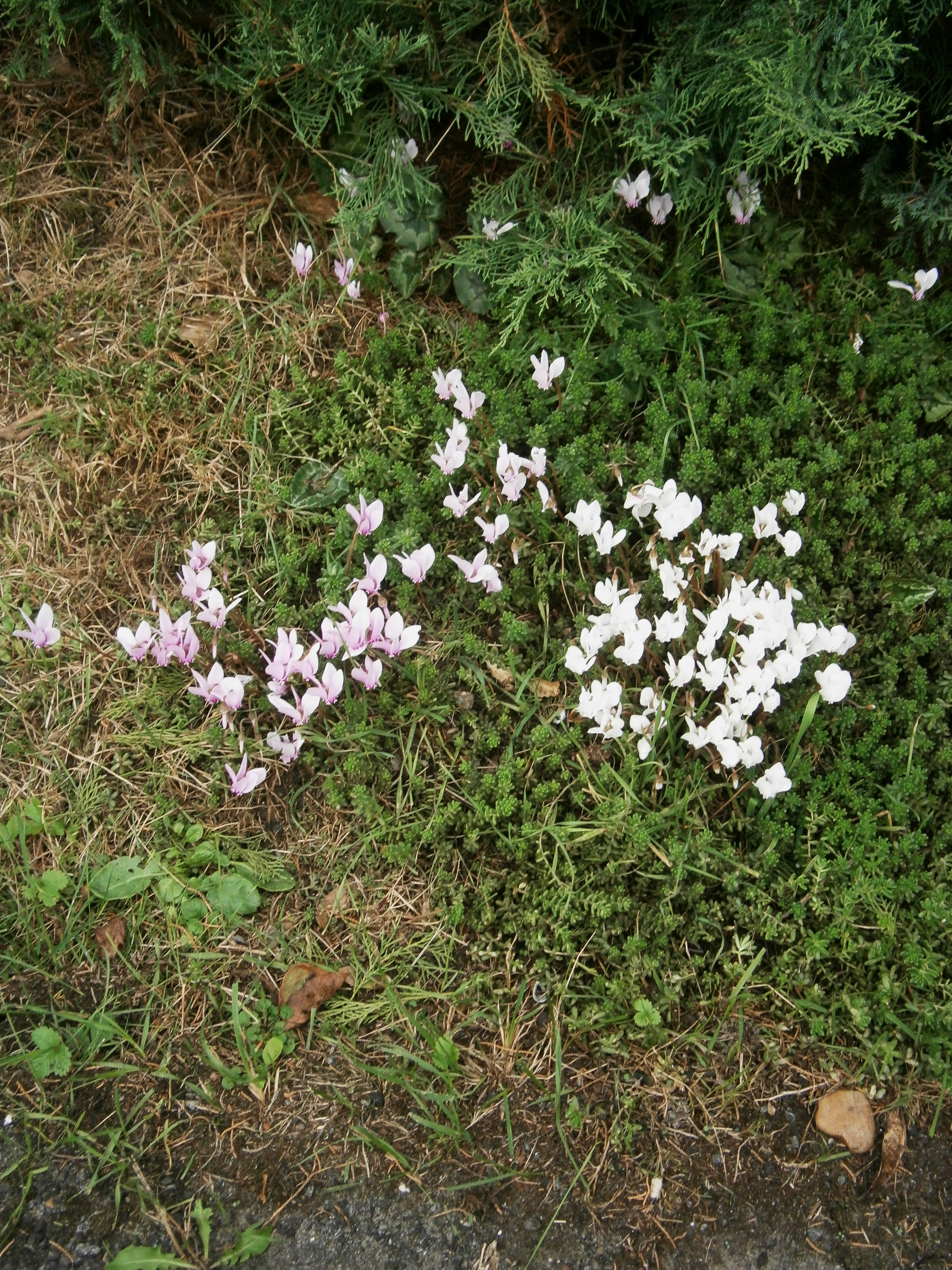
Cyclamens roses et blancs
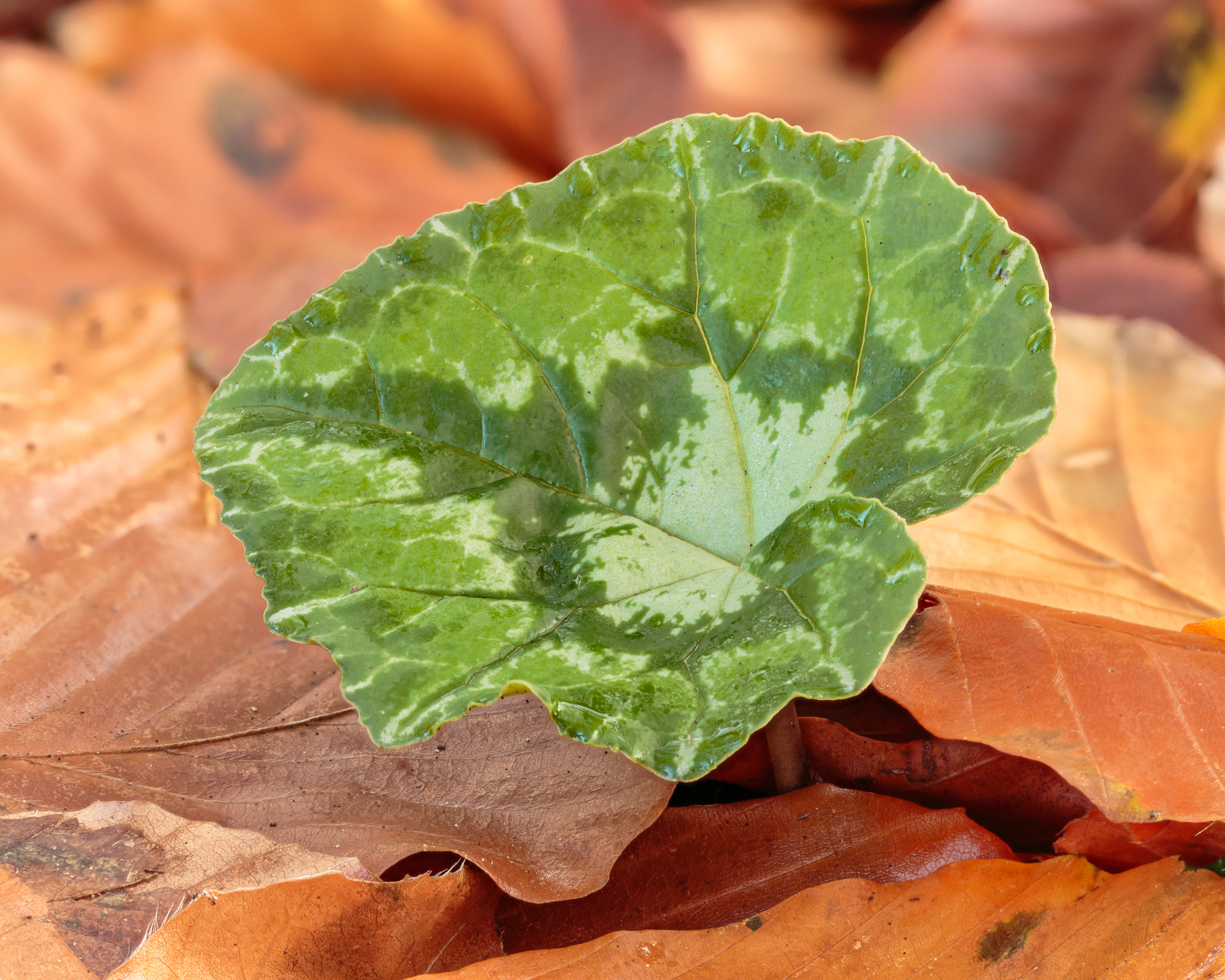
Une nouvelle feuille de cyclamen perce les feuilles d'automne tombées au sol aux Pays-Bas.
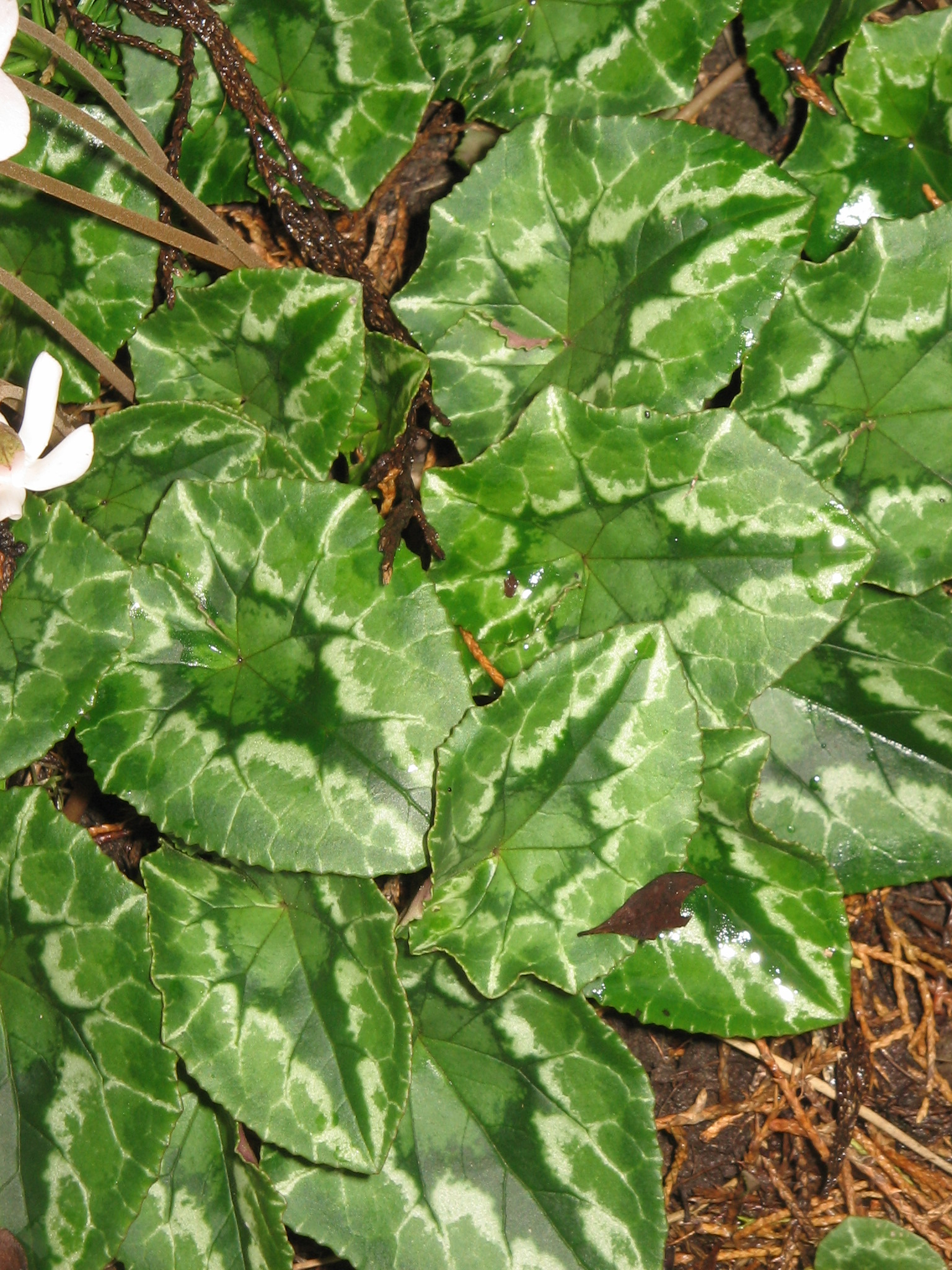
Les feuilles avec leur motif en « sapin de Noël ».
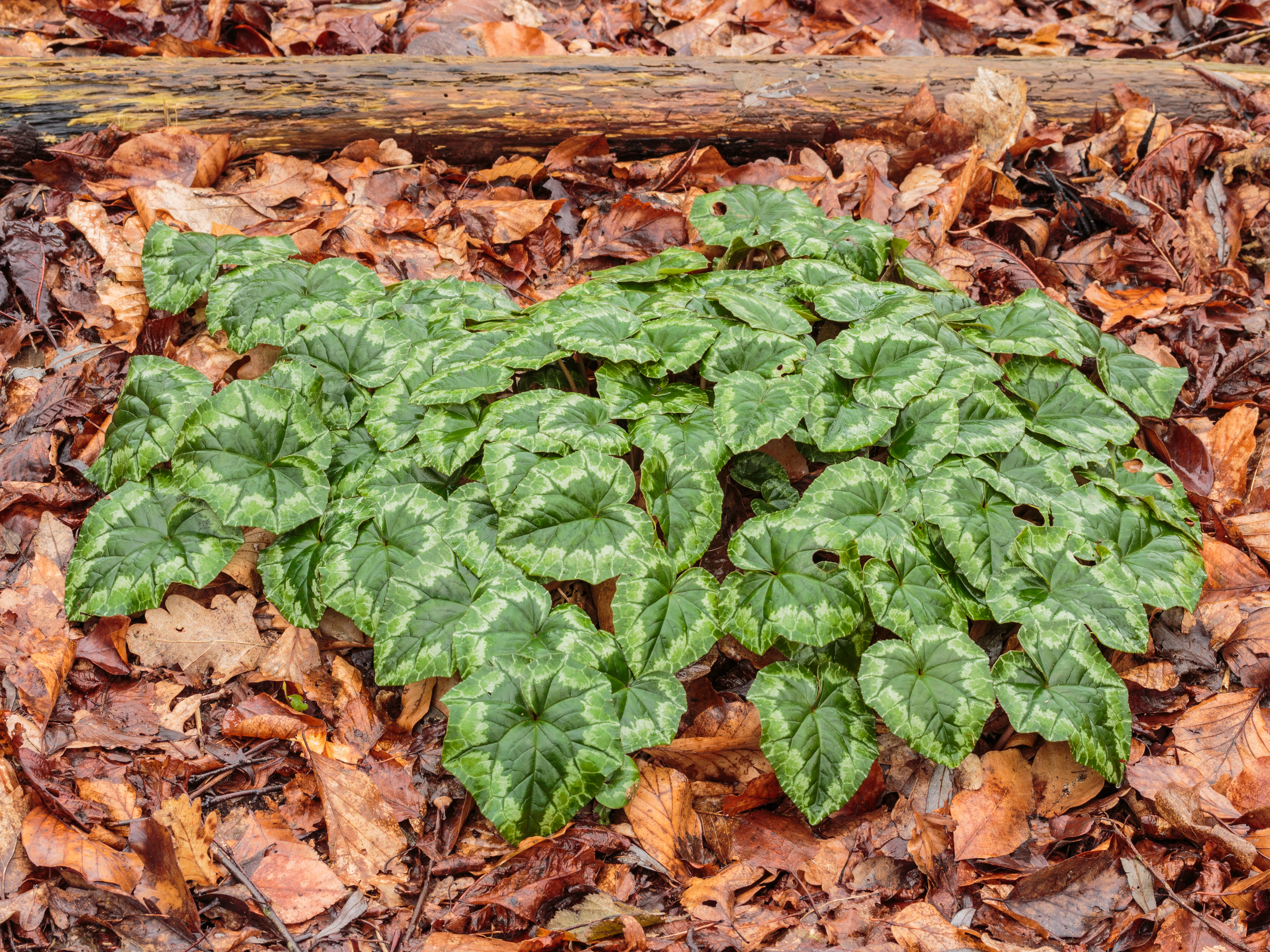
Cyclamen hederifolium après une averse de mars.

### Variété remarquable
Cyclamen hederifolium var. confusum Grey-Wilson, une variété tétraploïde qu'on rencontre notamment au Péloponnèse, en Crète et en Sicile, a de plus grandes fleurs et des feuilles brillantes et plus épaisses. Cette variété a été récemment élevée au rang d'espèce : Cyclamen confusum (Grey-Wilson) Culham, Jope & P. Moore.

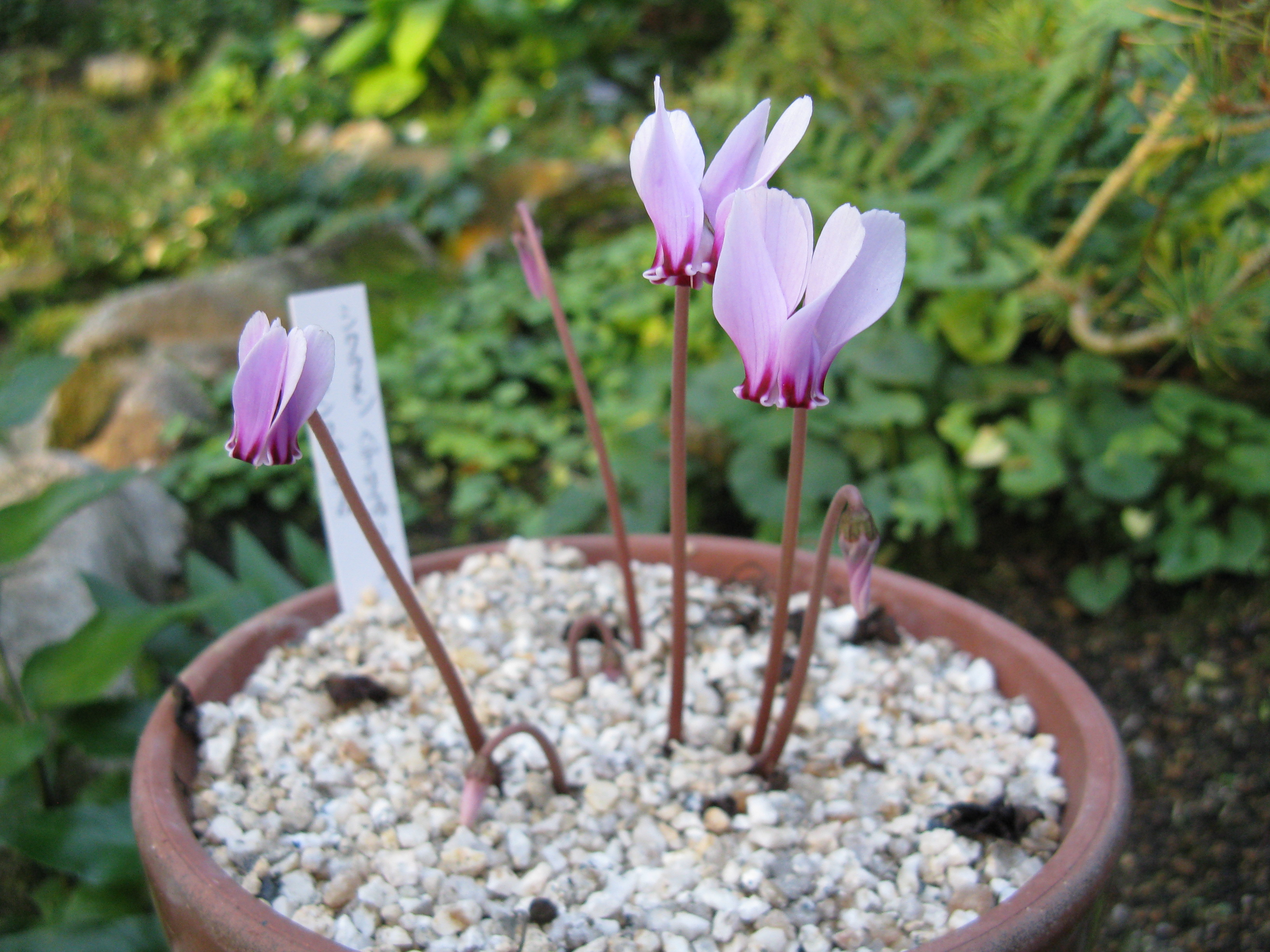
Cyclamen confusum.

## Culture
Cyclamen hederifolium est l'espèce la plus facile à cultiver. Ce cyclamen qui est bien rustique, ne craint par ailleurs pas la sécheresse estivale. Lorsqu'il s'est bien adapté, il est très florifère et produit des graines en abondance. Le cyclamen de Naples se naturalise facilement en sol moyen et bien drainé à mi-ombre.

### Variétés horticoles

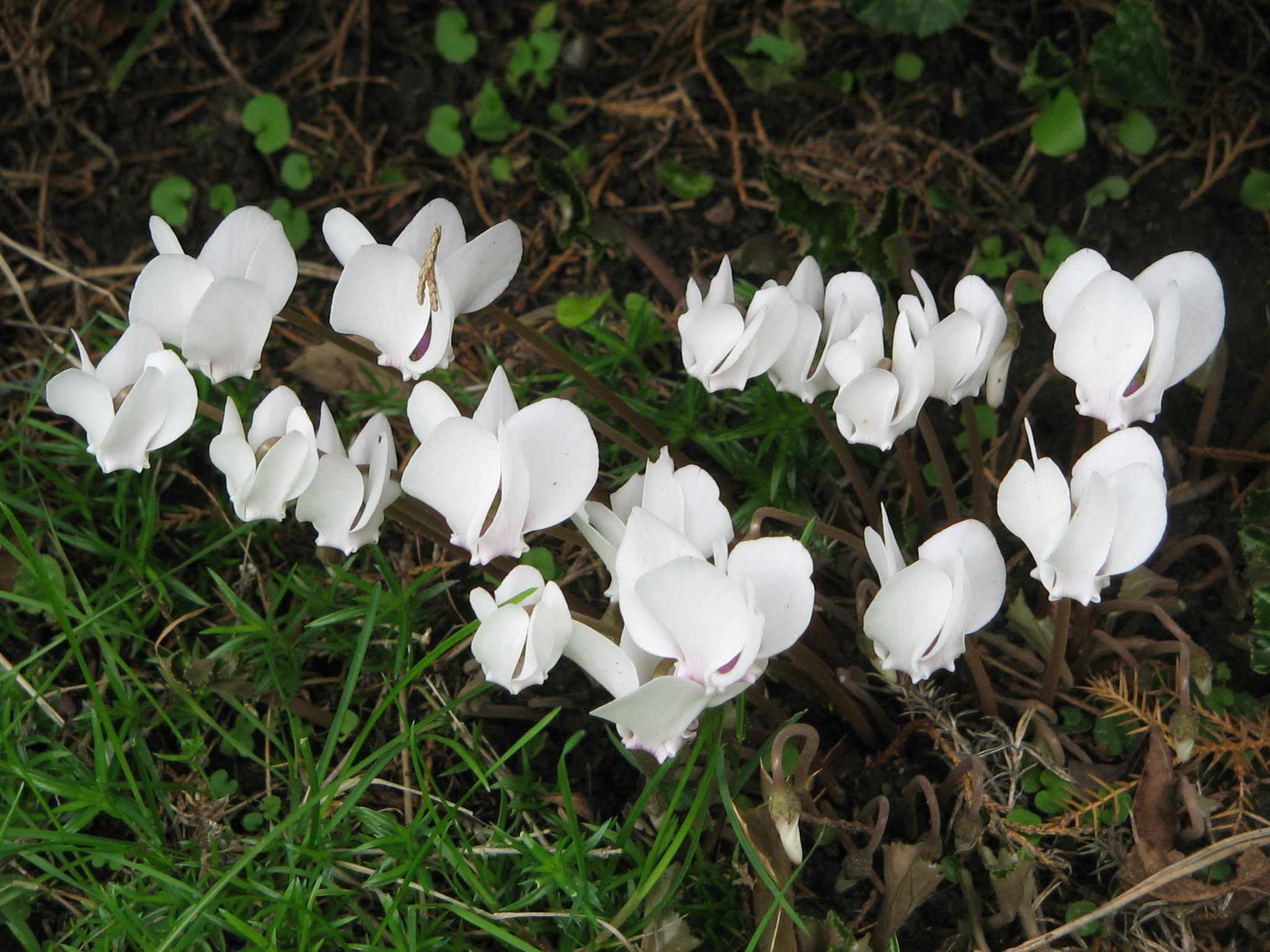
Cyclamen hederifolium 'Album'.

Certaines variétés parfumées, originaires notamment de Corfou, sont appelées ‘scented’.
Cyclamen hederifolium f. albiflorum est une forme plus rare à fleurs blanches (à gorge souvent rosée), dont les meilleures sélections sont appelées ‘Album’. Cyclamen hederifolium ‘Album’, qui fleurit parfois déjà en juin, est une forme stable.
De nombreux cultivars de Cyclamen hederifolium ont été sélectionnés pour leurs feuilles, leurs fleurs ou les deux. Voici quelques coups de cœur :
- ‘Amaze Me’ est une nouvelle variété rose foncé ou blanche à floraison précoce.
- ‘Apollo’ est une variété à beau motif foliaire.
- ‘Artemis’ est une sélection de la précédente à fleurs blanches.
- ‘Lysander’, une variété vigoureuse des monts du Taygète, a des feuilles nettement divisées ; les fleurs ont parfois un parfum de muguet.
- ‘Rosenteppich’ a des fleurs rose foncé.
- ‘Ruby Glow’ a des fleurs d'un beau rouge.
- ‘Silver Cloud’ a des feuilles argentées.
- ‘White Cloud’ est une sélection du précédent à fleurs blanches.
- ‘Stargazer’ a des fleurs dressées[3]

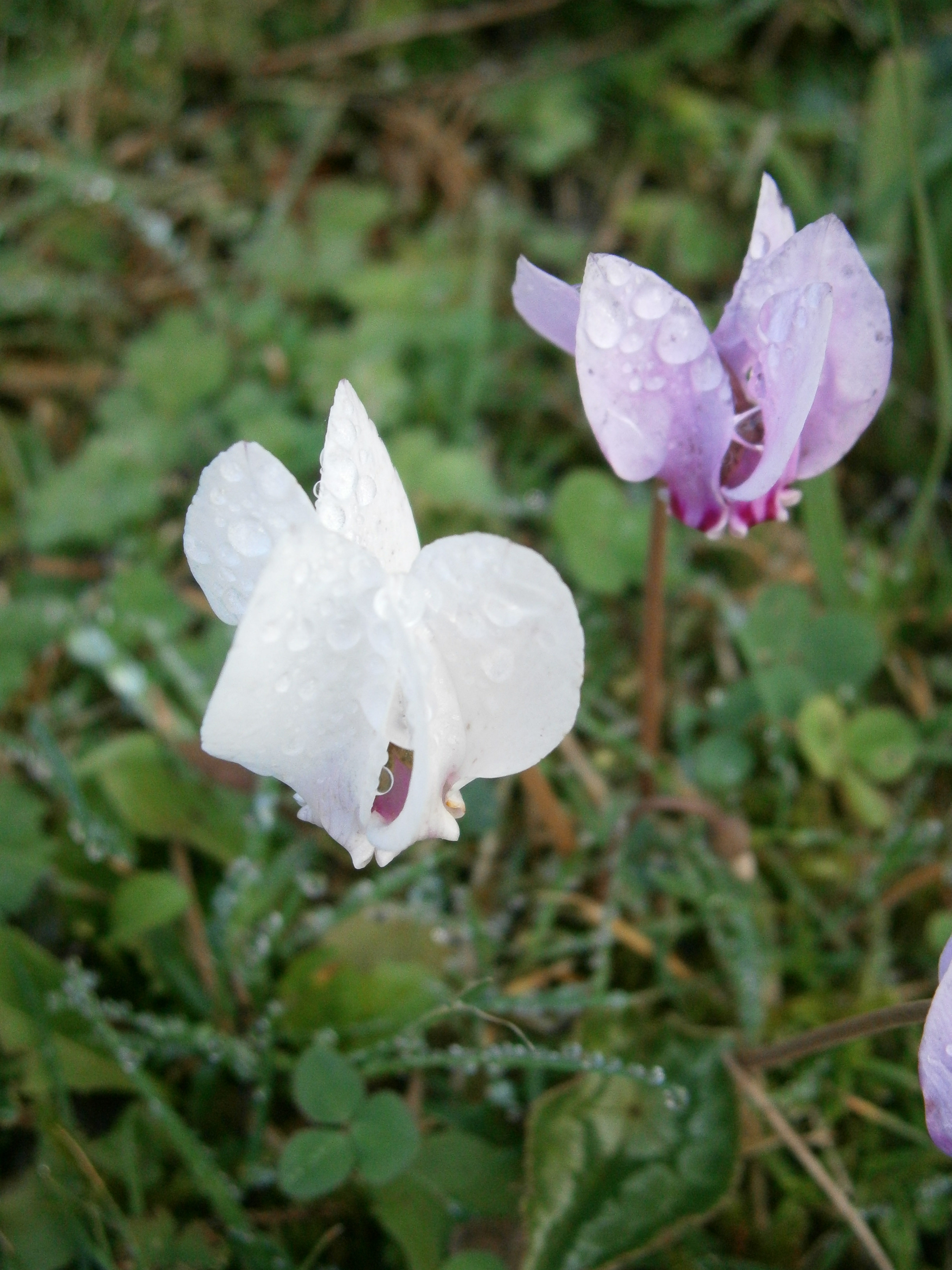
Cyclamen hederifolium & Cyclamen hederifolium 'Album'.
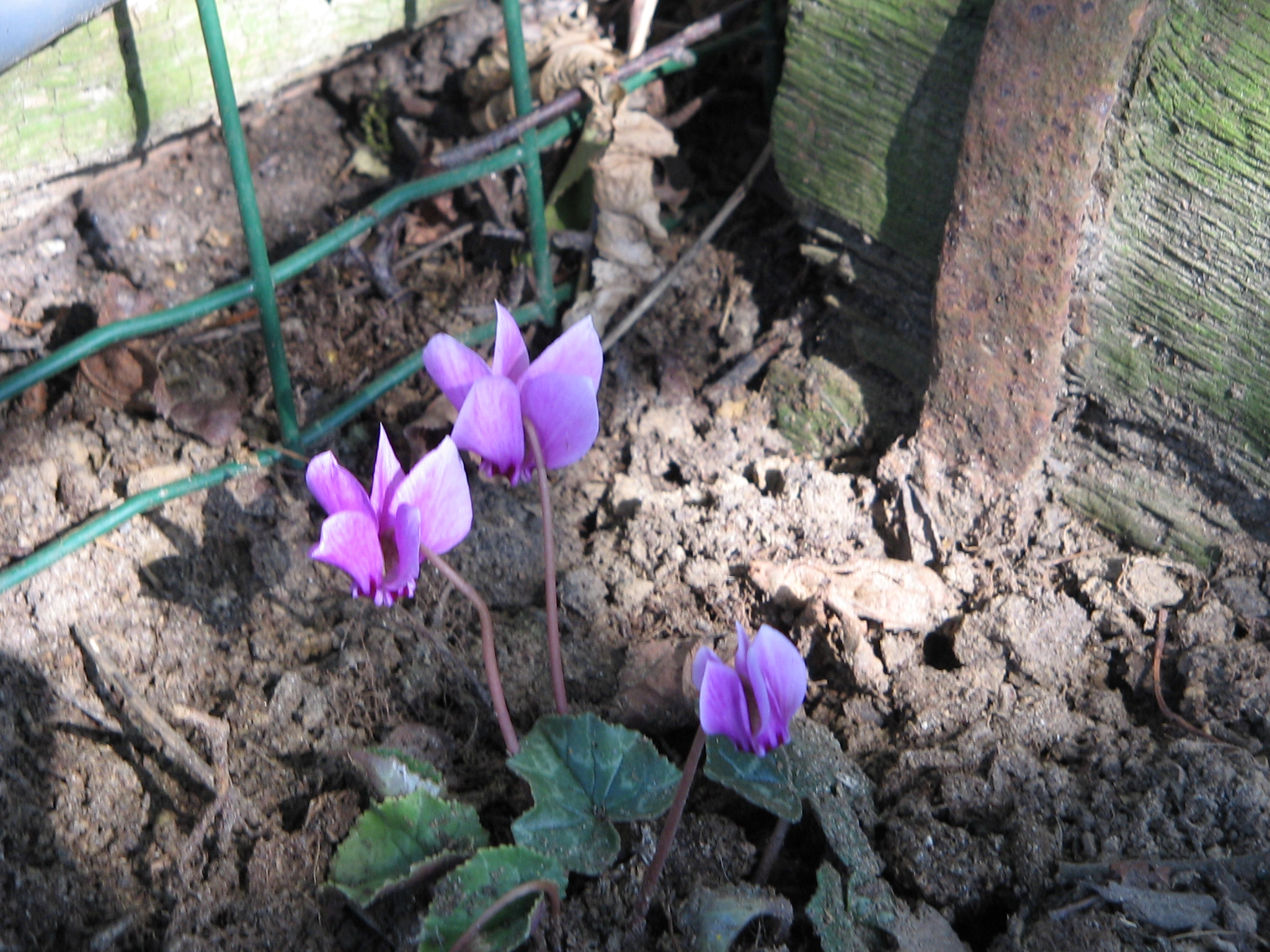
Cyclamen hederifolium ‘Amaze Me’.
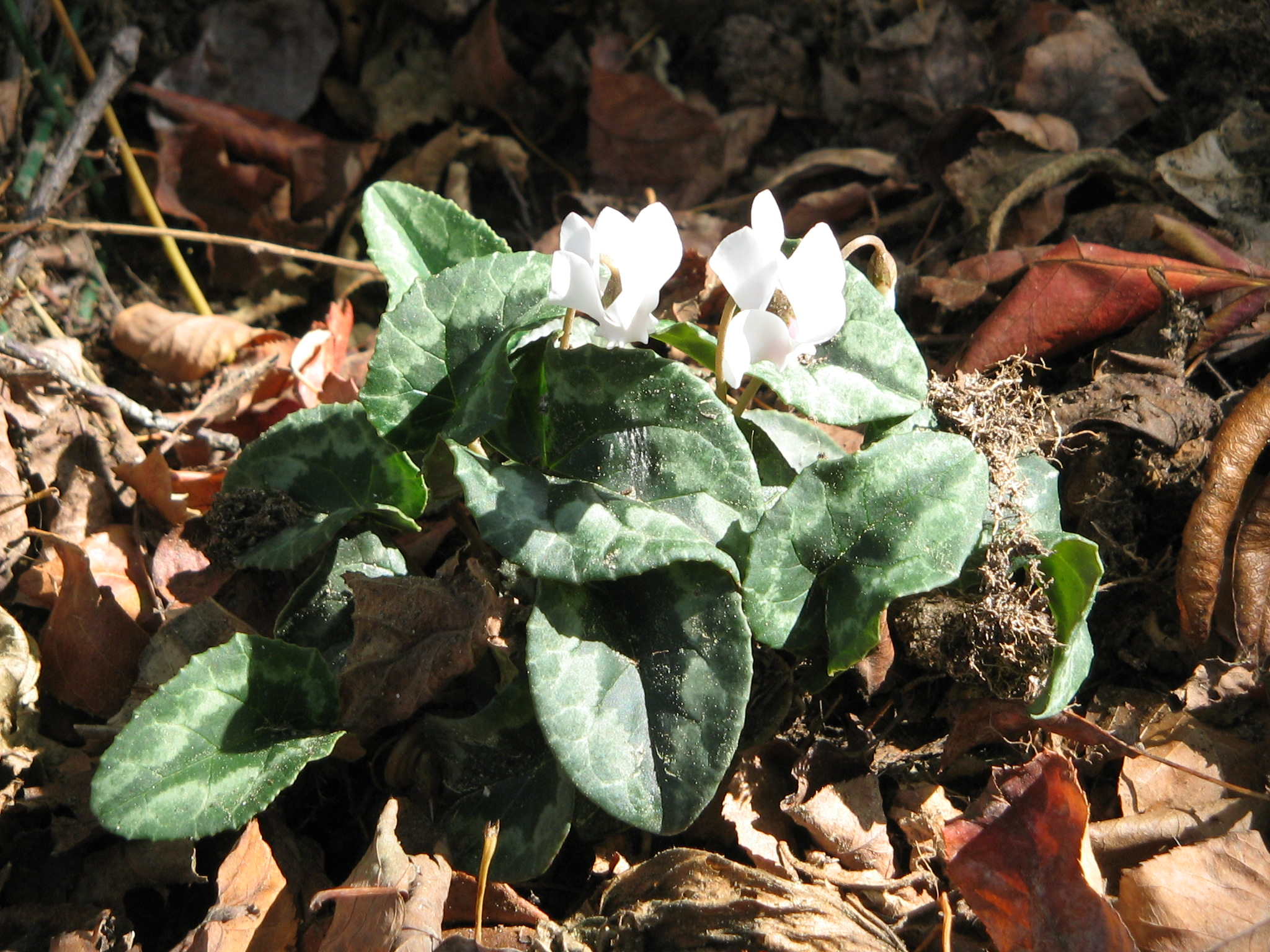
Cyclamen hederifolium ‘Amaze Me White’.
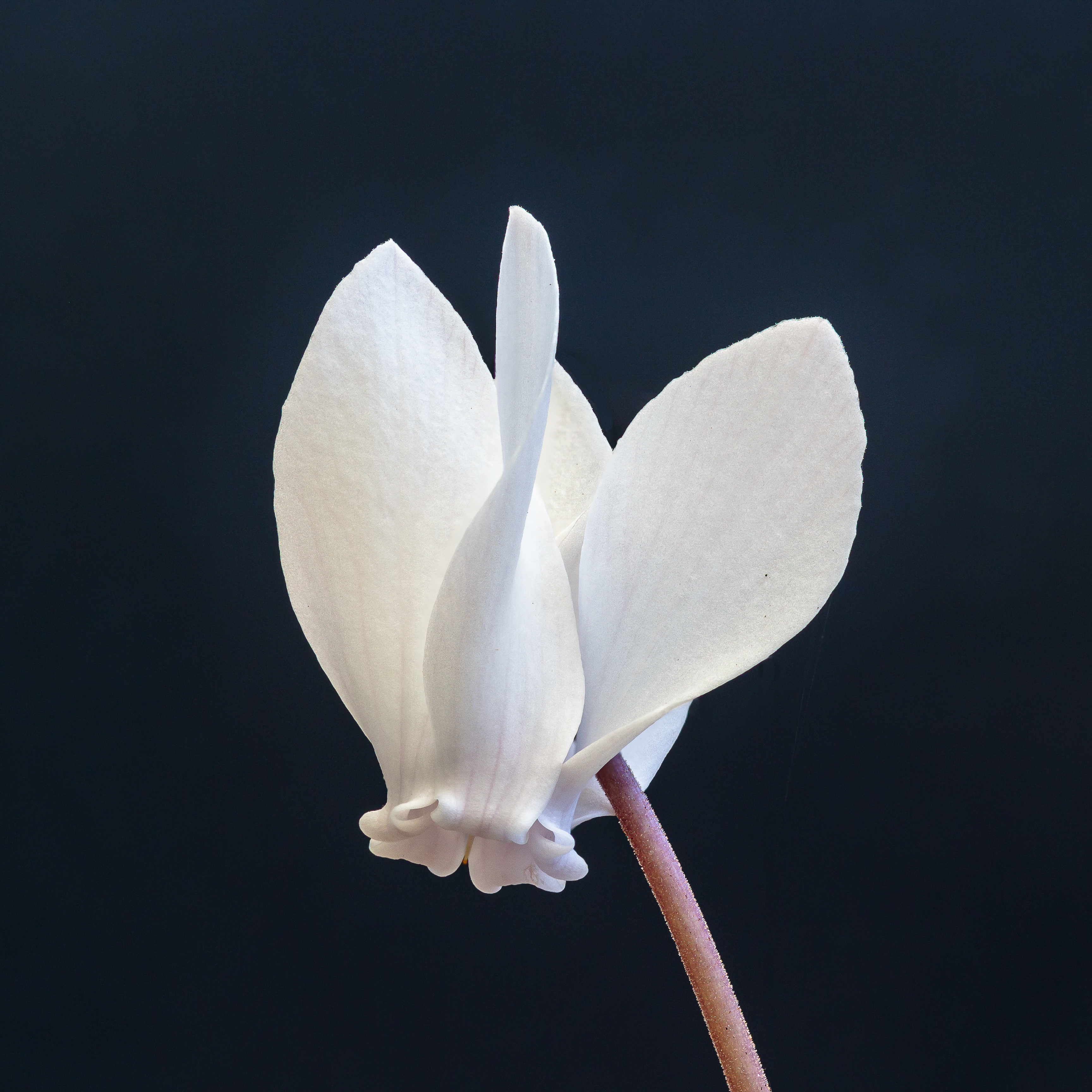
Fleur de Cyclamen hederifolium 'Album'.
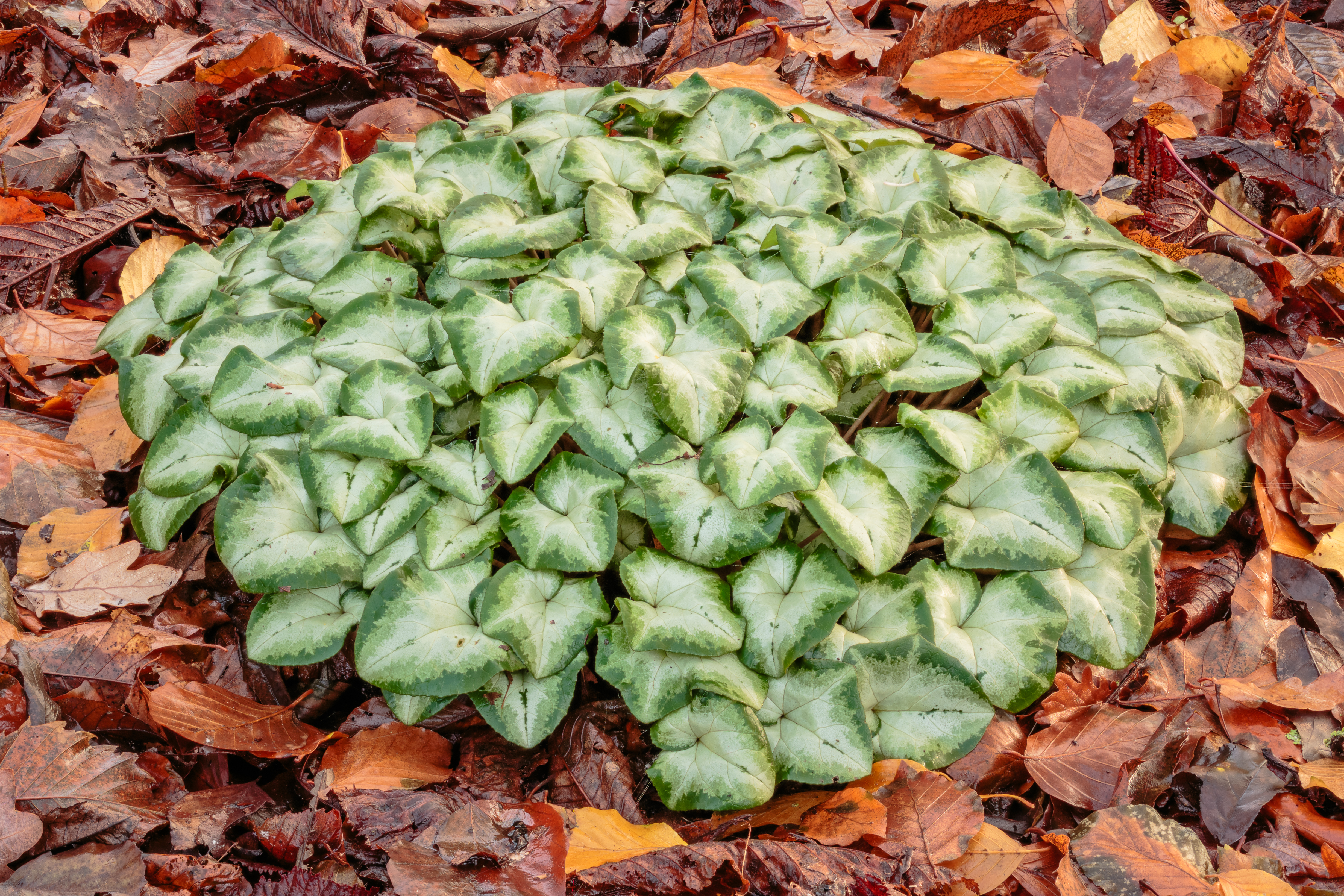
Cyclamen hederifolium ‘Silver Cloud’ faisant cercle dans les feuilles d'automne.

## Cyclamen africanum
Cyclamen africanum Boiss. & Reut. (Syn. Cyclamen hederifolium subsp. africanum (Boiss. & Reut.) Ietsw.) pousse dans les taillis et les anfractuosités des rochers dans le nord de l’Algérie et en Tunisie.
Cyclamen africanum ressemble en plus grand à Cyclamen confusum.
Les fleurs, dont les étamines ont des anthères jaunes (rouges chez C. hederifolium), sont portées sur des pédoncules de 10 à 20 cm.
Les feuilles, qui peuvent atteindre 15 cm de diamètre, apparaissent après les premières fleurs.
Certains taxons sont diploïdes, d'autres sont tétraploïdes.

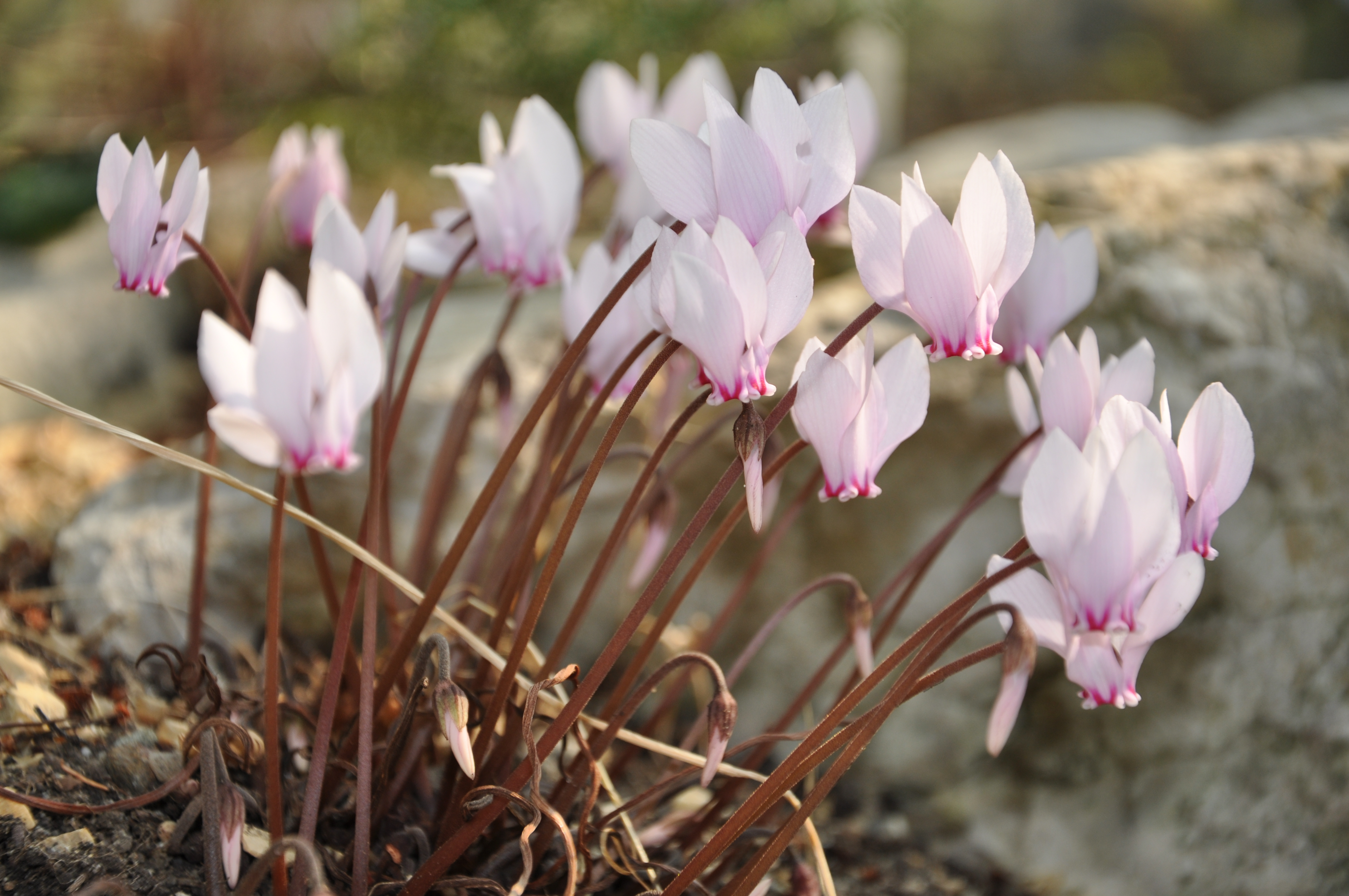
Cyclamen hederifolium subsp. africanum.
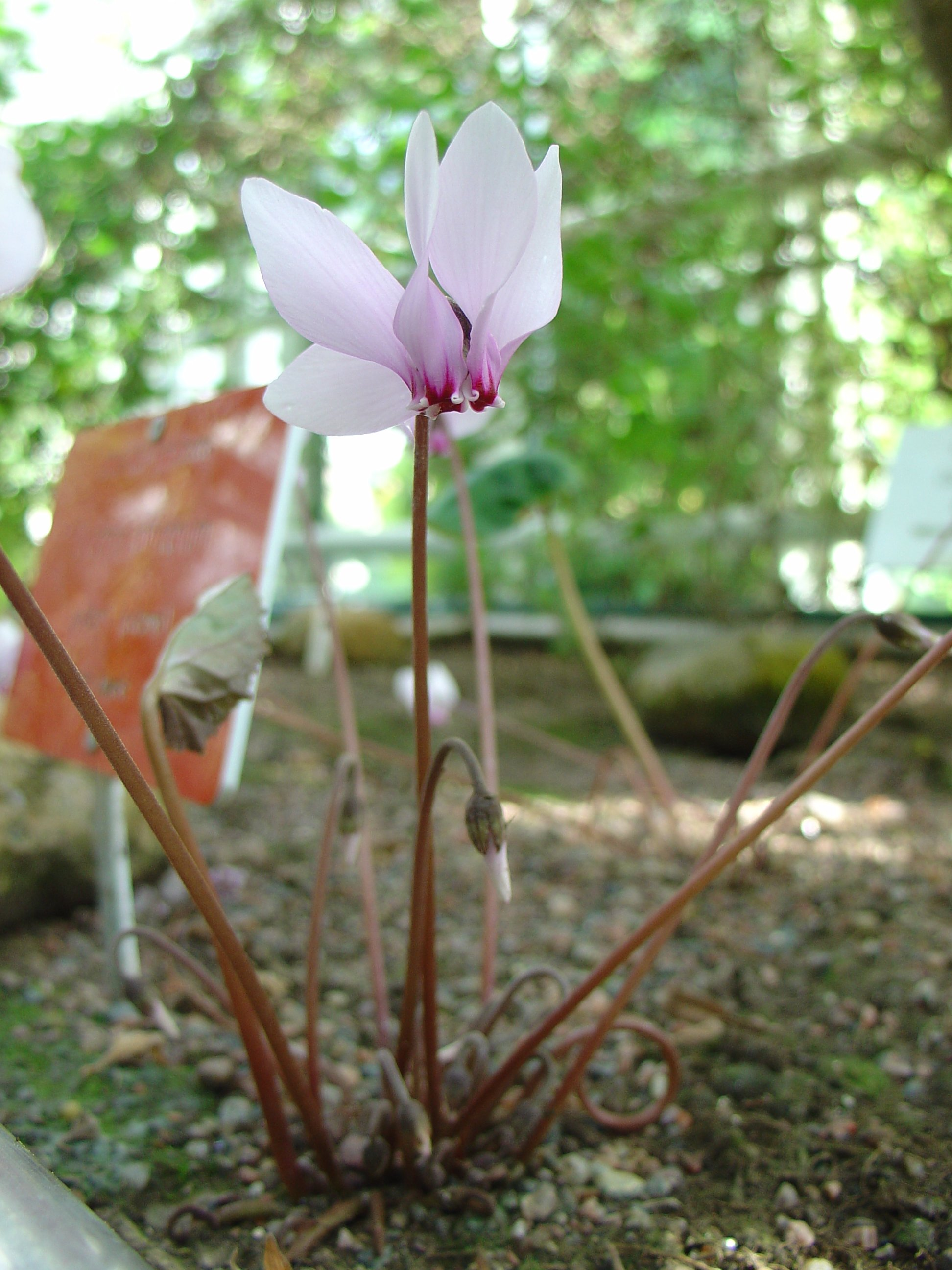
Fleur de Cyclamen hederifolium subsp. africanum.

## Culture
Cyclamen africanum n'est pas rustique et doit dès lors être cultivé en serre froide. Cyclamen africanum se croise facilement avec Cyclamen hederifolium et les exemplaires qu'on trouve en culture sont souvent des hybrides entre les deux espèces (Cyclamen ×hildebrandii O. Schwarz). Cet hybride très robuste est plus rustique et peut être cultivé en pleine terre en situation abritée.

### Cyclamen hederifolium
- (fr) Tela Botanica (France métro) : Cyclamen hederifolium  Aiton, 1789
- (en) NCBI : Cyclamen hederifolium (taxons inclus)
- (en) CITES : Cyclamen hederifolium Aiton, 1789  (+ répartition sur Species+) (consulté le 19 mai 2015)
- (en) GRIN : espèce Cyclamen hederifolium  Aiton
- (fr) CITES : taxon  Cyclamen hederifolium (sur le site du ministère français de l'Écologie)
- The Cyclamen Society - Cyclamen hederifolium

### Cyclamen confusum
- The Cyclamen Society - Cyclamen confusum

### Cyclamen africanum
- (en) NCBI : Cyclamen africanum (taxons inclus)
- (en) GRIN : espèce Cyclamen africanum  Boiss. & Reut.
- (fr) CITES : taxon  Cyclamen hederifolium (sur le site du ministère français de l'Écologie) (consulté le 19 mai 2015)
- (en) The Cyclamen Society - Cyclamen africanum